# Paratoradjia indosinensis
Paratoradjia indosinensis är en kräftdjursart som först beskrevs av Arcangeli1948.  Paratoradjia indosinensis ingår i släktet Paratoradjia och familjen Scleropactidae. Inga underarter finns listade i Catalogue of Life.